# Geometrie descriptivă

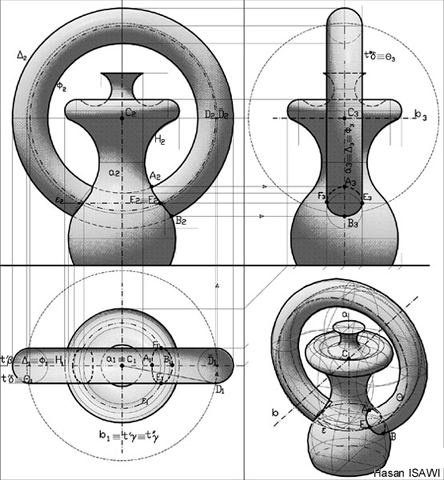
Exemplu de patru reprezentări diferite în două dimensiuni ale aceluiași obiect (în trei dimensiuni).

Geometria descriptivă a fost inventată de matematicianul francez Gaspard Monge. Este o ramură a geometriei  care definește metodele necesare rezolvării grafice a problemelor de intersecții și de umbre între volume și suprafețe definite în mod geometric în spațiul cu trei dimensiuni. Este vorba, în general, de a căuta adevărata mărime a cotelor, de a trasa curbele intersecțiilor solidelor, de a determina natura curbelor (cerc, elipsă, parabolă, hiperbolă), de a dezvolta suprafețe (conică, cilindrică, prismatică, ...) sau / și de a desena un obiect potrivit unui unghi de vedere dat (rotație, rabatare, schimbare de plan în spațiu).

## Reprezentarea punctelor de intersecție a unei drepte oarecare cu un con oblic cu bază eliptică
Epura realizată cu ajutorul a două vederi, o vedere frontală (din față) și o vedere orizontală, cele două vederi fiind separate de o linie orizontală (LT), punctele de intersecție sunt reprezentate în (G, H): 

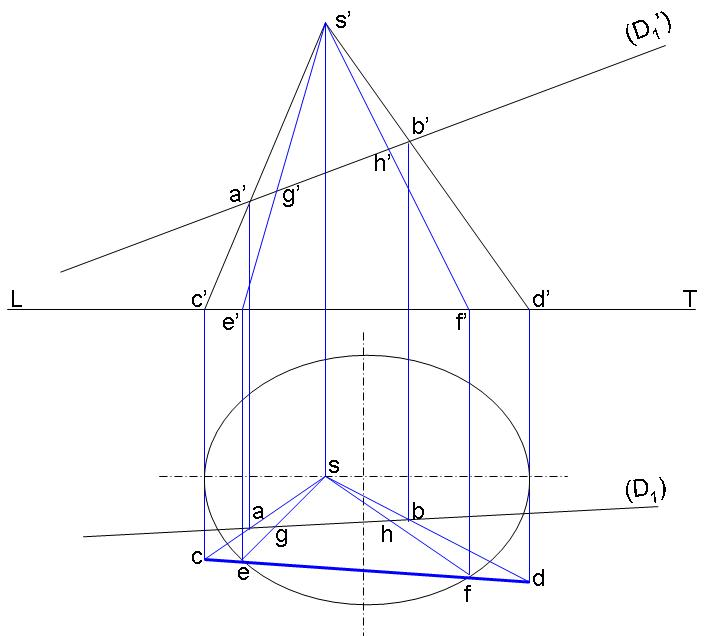
Determinarea, cu ajutorul unei epure de trasaj, a punctelor de intersecție (G și H) a unei drepte oarecare și a unui con.

Explicația epurei cu ajutorul unei reprezentări în perspectivă:

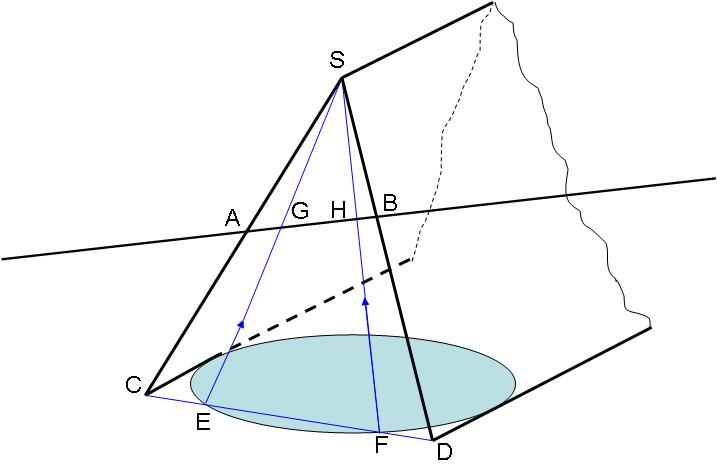
Reprezentarea punctelor G și H ale intersecției unei drepte oarecare cu un con.

## Reprezentarea unei intersecții între două volume

Exemplu al traseului manual al unei intersecții con / sferă

Intersecția a două volume (de exemplu o gaură care trece printr-o suprafață sau prin două piese sudate) urmează adesea o curbă „complexă”. Desenul acestei curbe necesită reperarea punctelor pe două proiecții: punctul aparține celor două volume, una dintre vederi va da cota, iar cealaltă va da depărtare. 

Construcția acestei curbe se va face „punct cu punct”, cu metoda planului auxiliar.

## Izvoare
- es  Tutorial Web de geometríe descriptivă
- es  Exerciții rezolvate  de Geometríe descriptivă[nefuncțională]
- es  Cabri 3D Arhivat în 14 noiembrie 2006, la Wayback Machine.